# Georg Belitz

Das itzt blühende Potsdam

Georg Belitz (* 15. März 1698 in Groß Glien bei Hagelberg; † 4. Dezember 1751 in Niemegk) war ein evangelischer Pfarrer und Schriftsteller.
Georg Belitz schrieb unter dem Pseudonym „Bellamintes“. Die in den bisherigen Veröffentlichungen falsch angegebenen Lebensdaten wurden durch neuere Forschungen berichtigt.

## Leben
Georg Belitz wurde am 15. März 1698 in Groß Glien als Sohn des Meiers und Verwalters Georg Belitz und der Margarethe Voigt geboren. Er besuchte die Schule in Belzig, ab 1711 war er Schüler an der Fürstenschule St. Afra in Meißen. Er studierte ab 1716 an der Universität Wittenberg Rechtswissenschaften, brach das Studium aber ab, um Philosophie und Philologie zu studieren. Zwischen 1721 und 1722 war er zeitweise an der Universität Halle, Leipzig und Jena. 1722 beendete er sein Studium an der Universität in Wittenberg.
Er war zunächst Hauslehrer beim Herrn von Barby, danach vier Jahre Hauslehrer bei dem Herrn Carl Friedrich Brandt von Lindau in Wiesenburg. 1740 machte er seine Examen zum Predigeramt in Dresden. Am 13. Juli 1742 wurde er in Wittenberg ordiniert. Im Ordinationsbuch schrieb er selbst seine Lebensdaten und seinen bisherigen Werdegang nieder. Am 7. Juni 1742 hielt er seine Probepredigt als Diakon in Niemegk. Als Diakon war er in Niemegk vom 21. Mai 1743 bis zum 4. Dezember 1751 tätig.
Georg Belitz heiratete am 10. Mai 1746 Johanna Louise Röhrig († 1753). Aus dieser Ehe ging die Tochter Eleonora Charlotte Louise (1749–1791) hervor, welche den Rechtskonsulenten Caspar Friedrich Girschner aus Niemegk 1790 heiratete.

## Schriftstellerische Tätigkeit
Schon als Student ließ er in Wittenberg sein Buch De dvellis Germanorum drucken. Belitz ist möglicherweise Autor einiger Gedichte, welche Christian Friedrich Hunold veröffentlichte. In Erinnerung an seinen ermordeten Lehrer Hermann Joachim Hahn gab er 1726 ein Langgedicht als kleine Trostschrift und Anklageschrift gegen die Katholiken heraus.

## Schriften
- De dvellis Germanorum. Kreusig, Wittemberg 1717.
- Das itzt blühende Potsdam. Johann Andreas Rüdiger, Potsdam 1727 (Nachdruck Berlin 2001).
- Das über den blutigen Tod, Seines von einem Papisten ermordeten Lehrers, S.T. Herrn M. Hermann Joachim Hahns, In blutigen Thränen schwimmende Dreßden, Wird vermittelst einer Klag- und Trost-Ode, Welcher eine ungebundene Grabschrifft des Seel. Mannes beygefüget, Mitleidend angeredet. 1726.
- Irrthümer und seltsame Einfälle der Mahler in Abbildung der Leidens- und Sterbensgeschichte Jesu Christi welche theils bey andern angemerckt gefunden theils aber selbst bemercket hat M. Georgius Belitz der Kirchen in Niemek Daconus. Nebst einem Anhange vermischter Anmerckungen über den grünen Donnerstag und Charfreytag. Samuel Gottfried Zimmermann, Wittenberg und Zerbst 1749.
- Gesammelte Paßions-Blumen .. welche nebst einem Anhange neu verfertigter Lieder über die Sieben Worte am Creutze ... dargelegt. Samuel Gottfried Zimmermann, Wittenberg 1751.